# アレクセイ・ゴルデーエフ
アレクセイ・ヴァシーリエヴィチ・ゴルデーエフ（ロシア語: Алексе́й Васи́льевич Горде́ев、ラテン文字表記の例：Aleksei Vassilievich Gordeev、1955年2月28日 - ）は、ロシアの政治家。現在、同国副首相。中央連邦管区大統領全権代表、農業大臣、ヴォロネジ州知事を歴任した。

## 経歴
1955年2月28日ドイツ民主共和国（東ドイツ）のフランクフルト・アン・デア・オーデルに生まれる。その後、オホーツク海沿岸の都市マガダンで育つ。1978年モスクワ交通大学通信技師過程を卒業する。大学卒業後、2年間兵役に就く。1980年СУ-4 Главмосстроя上級職場長として勤務する。1981年から1986年まで、主任専門官、部長、ロシア共和国Главснаба Минплодоовощхоза総局次長を歴任する。1986年ロシア共和国国家農工委員会（Gosagroproma、ゴスアグロプロマ）生産・包装流通次長に任命される。同年農業コンビナート「モスクワ」副総支配人に就任する。1992年ソ連閣僚会議付属国民経済アカデミーを修了、専門マネジャー資格を取得する。アカデミー修了後は、モスクワ州リュヴェレツィ地区行政府副代表（副区長）。
1997年ロシア連邦政府農業省に入り、審査委員会メンバー、経済部長。1998年5月ロシア農業食糧省第一次官。1999年初頭、ロシア農業党副議長に選出される。1999年8月19日ウラジーミル・プーチン首相の下で農業食糧相に就任する。ボリス・エリツィンの大統領辞任に伴い、2000年1月1日から5月7日までは農相代行。2000年5月19日農相と副首相を兼務。2004年3月から農業・漁業相となり、第2次ウラジーミル・プーチン内閣でも留任した。
2009年2月26日ウラジーミル・クラコフのヴォロネジ州知事任期満了に伴い、ヴォロネジ州知事就任。2017年12月25日に知事を退任し、中央連邦管区大統領全権代表に就任。2018年5月18日に副首相に就任し全権代表は退任。
経済学博士候補。これまでに3個のメダルを受賞。